# Campeonato Mundial de Hóquei no Gelo de 1989
O Campeonato Mundial de Hóquei no Gelo de 1989 foi a 53ª edição do torneio, disputada entre os dias 15 de abril e 1º de maio de 1989, em Södertälje e Estocolmo, na recém-construída arena Globen. Oito times participaram, e cada um enfrentou o outro uma vez. Os quatro melhores times, então, enfrentaram-se mais uma vez. A União Soviética foi campeã mundial pela 21ª vez e campeã europeia pela 26ª vez.

## Campeonato Mundial Grupo A (Suécia)

### Fase Preliminar
| Pos. | Time            | PJ | V | E | D | GP-GC   | Pontos |
| ---- | --------------- | -- | - | - | - | ------- | ------ |
| 1    | União Soviética | 7  | 7 | 0 | 0 | 36 - 12 | 14     |
| 2    | Suécia          | 7  | 4 | 2 | 1 | 29 - 20 | 10     |
| 3    | Canadá          | 7  | 5 | 0 | 2 | 45 - 18 | 10     |
| 4    | Tchecoslováquia | 7  | 3 | 2 | 2 | 33 - 15 | 8      |
| 5    | Finlândia       | 7  | 2 | 1 | 4 | 22 - 25 | 5      |
| 6    | Estados Unidos  | 7  | 2 | 1 | 4 | 20 - 29 | 5      |
| 7    | Polônia         | 7  | 1 | 0 | 6 | 10 - 59 | 2      |
| 8    | Alemanha        | 7  | 0 | 2 | 5 | 17 - 34 | 2      |

| 15 April |     |           |  |
| Canadá   | 6-4 | Finlândia |  |
|          |     |           |  |

| 15 de abril     |     |                    |  |
| Tchecoslováquia | 3-3 | Alemanha Ocidental |  |
|                 |     |                    |  |

| 15 de abril     |     |                |  |
| União Soviética | 4-2 | Estados Unidos |  |
|                 |     |                |  |

| 15 de abril |     |         |  |
| Suécia      | 5-1 | Polónia |  |
|             |     |         |  |

| 16 de abril |      |         |  |
| Canadá      | 11-0 | Polónia |  |
|             |      |         |  |

| 16 de abril |     |                |  |
| Suécia      | 4-2 | Estados Unidos |  |
|             |     |                |  |

| 16 de abril     |     |           |  |
| Tchecoslováquia | 3-1 | Finlândia |  |
|                 |     |           |  |

| 16 de abril     |     |                    |  |
| União Soviética | 5-1 | Alemanha Ocidental |  |
|                 |     |                    |  |

| 18 de abril |     |                |  |
| Canadá      | 8-0 | Estados Unidos |  |
|             |     |                |  |

| 18 de abril     |      |         |  |
| Tchecoslováquia | 15-0 | Polónia |  |
|                 |      |         |  |

| 18 de abril     |     |           |  |
| União Soviética | 4-1 | Finlândia |  |
|                 |     |           |  |

| 18 de abril |     |                    |  |
| Suécia      | 3-0 | Alemanha Ocidental |  |
|             |     |                    |  |

| 19 de abril |     |                    |  |
| Canadá      | 8-2 | Alemanha Ocidental |  |
|             |     |                    |  |

| 19 de abril     |      |         |  |
| União Soviética | 12-1 | Polónia |  |
|                 |      |         |  |

| 19 de abril     |     |                |  |
| Tchecoslováquia | 5-0 | Estados Unidos |  |
|                 |     |                |  |

| 19 de abril |     |           |  |
| Suécia      | 6-3 | Finlândia |  |
|             |     |           |  |

| 21 de abril |     |        |  |
| Suécia      | 6-5 | Canadá |  |
|             |     |        |  |

| 21 de abril     |     |                 |  |
| União Soviética | 4-2 | Tchecoslováquia |  |
|                 |     |                 |  |

| 21 de abril |     |         |  |
| Finlândia   | 7-2 | Polónia |  |
|             |     |         |  |

| 21 de abril    |     |                    |  |
| Estados Unidos | 7-4 | Alemanha Ocidental |  |
|                |     |                    |  |

| 22 de abril     |     |        |  |
| União Soviética | 4-3 | Canadá |  |
|                 |     |        |  |

| 22 de abril     |     |        |  |
| Tchecoslováquia | 3-3 | Suécia |  |
|                 |     |        |  |

| 23 de abril |     |                |  |
| Finlândia   | 3-3 | Estados Unidos |  |
|             |     |                |  |

| 23 de abril |     |                    |  |
| Polónia     | 5-3 | Alemanha Ocidental |  |
|             |     |                    |  |

| 24 de abril |     |                 |  |
| Canadá      | 4-2 | Tchecoslováquia |  |
|             |     |                 |  |

| 24 de abril     |     |        |  |
| União Soviética | 3-2 | Suécia |  |
|                 |     |        |  |

| 25 de abril    |     |         |  |
| Estados Unidos | 6-1 | Polónia |  |
|                |     |         |  |

| 25 de abril |     |                    |  |
| Finlândia   | 3-1 | Alemanha Ocidental |  |
|             |     |                    |  |

### Fase Final
| Pos. | Time            | PJ | V | E | D | GP-GC   | Pontos |
| ---- | --------------- | -- | - | - | - | ------- | ------ |
| 1    | União Soviética | 3  | 3 | 0 | 0 | 11 - 04 | 6      |
| 2    | Canadá          | 3  | 2 | 0 | 1 | 12 - 11 | 4      |
| 3    | Tchecoslováquia | 3  | 1 | 0 | 2 | 05 - 06 | 2      |
| 4    | Suécia          | 3  | 0 | 0 | 3 | 05 - 12 | 0      |

| 27 de abril |     |        |  |
| Canadá      | 5-3 | Suécia |  |
|             |     |        |  |

| 27 de abril     |     |                 |  |
| União Soviética | 1-0 | Tchecoslováquia |  |
|                 |     |                 |  |

| 29 de abril     |     |        |  |
| União Soviética | 5-3 | Canadá |  |
|                 |     |        |  |

| 29 de abril     |     |        |  |
| Tchecoslováquia | 2-1 | Suécia |  |
|                 |     |        |  |

| 01 de maio |     |                 |  |
| Canadá     | 4-3 | Tchecoslováquia |  |
|            |     |                 |  |

| 01 de maio      |     |        |  |
| União Soviética | 5-1 | Suécia |  |
|                 |     |        |  |

### Fase de Consolação
| Pos. | Time           | PJ | V | E | D | GP-GC   | Pontos |
| ---- | -------------- | -- | - | - | - | ------- | ------ |
| 5    | Finlândia      | 10 | 5 | 1 | 4 | 35 - 27 | 11     |
| 6    | Estados Unidos | 10 | 4 | 1 | 5 | 37 - 40 | 9      |
| 7    | Alemanha       | 10 | 1 | 2 | 7 | 22 - 41 | 4      |
| 8    | Polônia        | 10 | 1 | 0 | 9 | 12 - 76 | 2      |

| 26 de abril    |      |         |  |
| Estados Unidos | 11-2 | Polónia |  |
|                |      |         |  |

| 26 de abril |     |                    |  |
| Finlândia   | 3-0 | Alemanha Ocidental |  |
|             |     |                    |  |

| 28 de abril    |     |                    |  |
| Estados Unidos | 4-3 | Alemanha Ocidental |  |
|                |     |                    |  |

| 28 de abril |     |         |  |
| Finlândia   | 4-0 | Polónia |  |
|             |     |         |  |

| 30 de abril |     |                |  |
| Finlândia   | 6-2 | Estados Unidos |  |
|             |     |                |  |

| 30 de abril        |     |         |  |
| Alemanha Ocidental | 2-0 | Polónia |  |
|                    |     |         |  |

## Campeonato Mundial Grupo B (Noruega)
| Pos. | Time              | PJ | V | E | D | GP-GC   | Pontos |
| ---- | ----------------- | -- | - | - | - | ------- | ------ |
| 9    | Noruega           | 7  | 5 | 1 | 1 | 28 - 16 | 11     |
| 10   | Itália            | 7  | 5 | 1 | 1 | 37 - 16 | 11     |
| 11   | França            | 7  | 4 | 2 | 1 | 29 - 18 | 10     |
| 12   | Suíça             | 7  | 5 | 0 | 2 | 40 - 21 | 10     |
| 13   | Alemanha Oriental | 7  | 3 | 0 | 4 | 22 - 29 | 6      |
| 14   | Áustria           | 7  | 2 | 0 | 5 | 25 - 32 | 4      |
| 15   | Japão             | 7  | 2 | 0 | 5 | 20 - 34 | 4      |
| 16   | Dinamarca         | 7  | 0 | 0 | 7 | 09 - 44 | 0      |

| 30 de março |     |        |  |
| Áustria     | 3-4 | Itália |  |
|             |     |        |  |

| 30 de março |     |       |  |
| Noruega     | 7-4 | Japão |  |
|             |     |       |  |

| 30 de março |     |                   |  |
| França      | 3-5 | Alemanha Oriental |  |
|             |     |                   |  |

| 30 de março |     |           |  |
| Suíça       | 6-3 | Dinamarca |  |
|             |     |           |  |

| 31 de março |     |        |  |
| Noruega     | 3-1 | Itália |  |
|             |     |        |  |

| 31 de março |     |           |  |
| França      | 8-0 | Dinamarca |  |
|             |     |           |  |

| 01 de abril |      |       |  |
| Japão       | 0-10 | Suíça |  |
|             |      |       |  |

| 01 de abril       |     |         |  |
| Alemanha Oriental | 4-0 | Áustria |  |
|                   |     |         |  |

| 02 de abril |      |           |  |
| Áustria     | 10-3 | Dinamarca |  |
|             |      |           |  |

| 02 de abril |     |                   |  |
| Noruega     | 5-2 | Alemanha Oriental |  |
|             |     |                   |  |

| 02 de abril |     |       |  |
| França      | 5-4 | Japão |  |
|             |     |       |  |

| 03 de abril |     |        |  |
| Suíça       | 6-7 | Itália |  |
|             |     |        |  |

| 04 de abril |     |        |  |
| Itália      | 3-3 | França |  |
|             |     |        |  |

| 04 de abril       |     |       |  |
| Alemanha Oriental | 0-3 | Suíça |  |
|                   |     |       |  |

| 04 de abril |     |         |  |
| Japão       | 2-4 | Áustria |  |
|             |     |         |  |

| 04 de abril |     |           |  |
| Noruega     | 3-2 | Dinamarca |  |
|             |     |           |  |

| 05 de abril |     |         |  |
| Noruega     | 8-2 | Áustria |  |
|             |     |         |  |

| 06 de abril |     |       |  |
| Itália      | 6-0 | Japão |  |
|             |     |       |  |

| 06 de abril |     |                   |  |
| Dinamarca   | 0-9 | Alemanha Oriental |  |
|             |     |                   |  |

| 06 de abril |     |        |  |
| Suíça       | 2-5 | França |  |
|             |     |        |  |

| 07 de abril |     |        |  |
| Dinamarca   | 0-6 | Itália |  |
|             |     |        |  |

| 07 de abril |     |        |  |
| Noruega     | 1-1 | França |  |
|             |     |        |  |

| 08 de abril |     |                   |  |
| Japão       | 8-1 | Alemanha Oriental |  |
|             |     |                   |  |

| 08 de abril |     |       |  |
| Áustria     | 5-7 | Suíça |  |
|             |     |       |  |

| 09 de abril |     |       |  |
| Dinamarca   | 1-2 | Japão |  |
|             |     |       |  |

| 09 April          |      |        |  |
| Alemanha Oriental | 1-10 | Itália |  |
|                   |      |        |  |

| 09 de abril |     |        |  |
| Áustria     | 3-4 | França |  |
|             |     |        |  |

| 09 de abril |     |       |  |
| Noruega     | 1-6 | Suíça |  |
|             |     |       |  |

## Campeonato Mundial Grupo C (Austrália)
| Pos. | Time            | PJ | V | E | D | GP-GC   | Pontos |
| ---- | --------------- | -- | - | - | - | ------- | ------ |
| 17   | Países Baixos   | 7  | 7 | 0 | 0 | 48 - 15 | 14     |
| 18   | Iugoslávia      | 7  | 6 | 0 | 1 | 55 - 15 | 12     |
| 19   | China           | 7  | 4 | 1 | 2 | 31 - 29 | 9      |
| 20   | Hungria         | 7  | 3 | 1 | 3 | 32 - 30 | 7      |
| 21   | Bulgária        | 7  | 3 | 1 | 3 | 35 - 35 | 7      |
| 22   | Coreia do Norte | 7  | 2 | 0 | 5 | 26 - 40 | 4      |
| 23   | Coreia do Sul   | 7  | 1 | 1 | 5 | 27 - 46 | 3      |
| 24   | Austrália       | 7  | 0 | 0 | 7 | 14 - 58 | 0      |

| 18 de março |     |          |  |
| Iugoslávia  | 8-1 | Bulgária |  |
|             |     |          |  |

| 18 de março |     |                 |  |
| Hungria     | 6-3 | Coreia do Norte |  |
|             |     |                 |  |

| 18 de março   |     |               |  |
| Países Baixos | 5-2 | Coreia do Sul |  |
|               |     |               |  |

| 18 de março |     |       |  |
| Austrália   | 1-3 | China |  |
|             |     |       |  |

| 19 de março |      |               |  |
| Iugoslávia  | 11-2 | Coreia do Sul |  |
|             |      |               |  |

| 19 de março |     |         |  |
| Austrália   | 2-9 | Hungria |  |
|             |     |         |  |

| 20 de março |     |       |  |
| Bulgária    | 3-3 | China |  |
|             |     |       |  |

| 20 de março   |     |                 |  |
| Países Baixos | 3-1 | Coreia do Norte |  |
|               |     |                 |  |

| 21 de março |     |         |  |
| China       | 5-3 | Hungria |  |
|             |     |         |  |

| 21 de março   |     |          |  |
| Países Baixos | 4-1 | Bulgária |  |
|               |     |          |  |

| 21 de março     |     |               |  |
| Coreia do Norte | 7-4 | Coreia do Sul |  |
|                 |     |               |  |

| 21 de março |     |            |  |
| Austrália   | 2-8 | Iugoslávia |  |
|             |     |            |  |

| 22 de março |     |            |  |
| Hungria     | 0-3 | Iugoslávia |  |
|             |     |            |  |

| 22 de março |     |               |  |
| Austrália   | 2-6 | Coreia do Sul |  |
|             |     |               |  |

| 23 de março |     |               |  |
| China       | 5-8 | Países Baixos |  |
|             |     |               |  |

| 23 de março |     |                 |  |
| Bulgária    | 8-4 | Coreia do Norte |  |
|             |     |                 |  |

| 24 de março   |      |       |  |
| Coreia do Sul | 4-10 | China |  |
|               |      |       |  |

| 24 de março |      |                 |  |
| Iugoslávia  | 14-1 | Coreia do Norte |  |
|             |      |                 |  |

| 24 de março |     |          |  |
| Hungria     | 7-4 | Bulgária |  |
|             |     |          |  |

| 24 de março |      |               |  |
| Austrália   | 1-12 | Países Baixos |  |
|             |      |               |  |

| 26 de março |     |               |  |
| Bulgária    | 6-4 | Coreia do Sul |  |
|             |     |               |  |

| 26 de março |     |            |  |
| China       | 1-8 | Iugoslávia |  |
|             |     |            |  |

| 26 de março   |     |         |  |
| Países Baixos | 8-2 | Hungria |  |
|               |     |         |  |

| 26 de março |     |                 |  |
| Austrália   | 1-8 | Coreia do Norte |  |
|             |     |                 |  |

| 27 de março     |     |       |  |
| Coreia do Norte | 2-4 | China |  |
|                 |     |       |  |

| 27 de março   |     |         |  |
| Coreia do Sul | 5-5 | Hungria |  |
|               |     |         |  |

| 27 de março |     |               |  |
| Iugoslávia  | 3-8 | Países Baixos |  |
|             |     |               |  |

| 27 de março |      |          |  |
| Austrália   | 5-12 | Bulgária |  |
|             |      |          |  |

## Campeonato Mundial Grupo D (Bélgica)
| Pos. | Time          | PJ | V | E | D | GP-GC   | Pontos |
| ---- | ------------- | -- | - | - | - | ------- | ------ |
| 25   | Bélgica       | 4  | 3 | 0 | 1 | 35 - 09 | 6      |
| 26   | Romênia       | 4  | 2 | 1 | 1 | 69 - 07 | 5      |
| 27   | Reino Unido   | 4  | 1 | 1 | 2 | 19 - 16 | 3      |
| 28   | Espanha       | 4  | 1 | 0 | 3 | 29 - 27 | 2      |
| 29   | Nova Zelândia | 4  | 0 | 0 | 4 | 03 - 96 | 0      |

| 16 de março   |      |             |  |
| Nova Zelândia | 0-26 | Reino Unido |  |
|               |      |             |  |

| 16 de março |     |         |  |
| Bélgica     | 3-8 | Roménia |  |
|             |     |         |  |

| 17 de março |      |               |  |
| Espanha     | 23-0 | Nova Zelândia |  |
|             |      |               |  |

| 17 de março |     |         |  |
| Reino Unido | 6-6 | Roménia |  |
|             |     |         |  |

| 18 de março |     |         |  |
| Bélgica     | 8-2 | Espanha |  |
|             |     |         |  |

| 19 de março   |      |         |  |
| Nova Zelândia | 1-52 | Roménia |  |
|               |      |         |  |

| 19 de março |     |         |  |
| Reino Unido | 5-6 | Bélgica |  |
|             |     |         |  |

| 20 de março |      |         |  |
| Espanha     | 0-11 | Roménia |  |
|             |      |         |  |

| 21 de março |     |             |  |
| Espanha     | 4-8 | Reino Unido |  |
|             |     |             |  |

| 21 de março |      |               |  |
| Bélgica     | 21-2 | Nova Zelândia |  |
|             |      |               |  |

## Tabela do Campeonato Mundial
| Campeonato Mundial de 1989 | País            |
| -------------------------- | --------------- |
| Ouro                       | União Soviética |
| Prata                      | Canadá          |
| Bronze                     | Tchecoslováquia |
| 4                          | Suécia          |
| 5                          | Finlândia       |
| 6                          | Estados Unidos  |
| 7                          | Alemanha        |
| 8                          | Polônia         |

## Tabela do Campeonato Europeu
| Campeonato Europeu de 1989 | País            |
| -------------------------- | --------------- |
| Ouro                       | União Soviética |
| Prata                      | Tchecoslováquia |
| Bronze                     | Suécia          |
| 4                          | Finlândia       |
| 5                          | Polônia         |
| 6                          | Alemanha        |